# Boromir
Boromir er en fiktiv person fra J.R.R. Tolkiens trilogi Ringenes Herre.
Han blev født i år 2978 (af den tredje alder). Han var søn af Denethor 2., Marsk af Gondor og Finduilas fra Dol Amroth. Han var opkaldt efter den 11. regerende marsk som var en stor kriger og var søn af Denethor 1. Han havde en lillebror der hedder Faramir, som var fem år yngre end ham. Han var frygtløs, stærk og interesseret i krig og våbenleg. Han tog sig ikke en hustru og var ikke interesseret i sit folks fortid, med mindre det gjaldt beretninger om gamle tiders slag. Der var et stærkt bånd imellem Boromir og hans bror og de kæmpede aldrig om deres faders gunst. Han hjalp til med at forsvare Osgiliath i juni 3018 mod Saurons angreb. Faramir havde en profetisk drøm og Boromir meldte sig som frivillig til at tage til Kløvedal og få drømmen tydet af Elrond. Han tog af sted den 4 juli, han mistede sin hest ved ruinbyen Tharbad, men han nåede Kløvedal. Han deltog i Elronds Rådsforsamling og blev medlem af Ringens Broderskab. 

## Boromir og herskerringen
Medlemmerne af Ringens broderskab spiller forskellige roller - både i direkte og overført betydning. Boromir symboliserer det stærke og simple mennesker, der alligevel korrumperes af ringen. Gennem Boromir viser Tolkien hvordan ringens lokkende magt til sidst leder Boromir til at forsøge at tage ringen fra Frodo med magt - selvom han til sidst kommer på bedre tanker. Herved ser man Saurons formål med at give de 9 magiske ringe til menneskernes konger for at underlægge sig dem, og man forstår hvordan de 9 ringånder (Nazgûl) er blevet omvendt fra at være store konger af samme race som Boromir og Aragorns forfædre (Númenoreanere) til at være Saurons tro tjenere.
Hvordan mennesker påvirkes af magt (eller ønsket om magt) er et centralt tema i Tolkiens værker. Det illustreres ved flere parallelle virkemidler - og et af disse er Númenoreanere, et andet er Herskerringen.